# Sales promotion
Sales promotion är ett begrepp inom marknadsföring som innebär kortsiktiga planer, idéer och lösningar för att främja försäljningen och köpet av en produkt eller en tjänst. Ett annat namn för sales promotions är säljstöd. Reklam och marknadsföring visar genom olika kanaler varför konsumenten behöver en specifik produkt eller tjänst.
Sales promotion används i syftet att visa konsumenten varför produkten behövs just nu. Sales promotion innefattar säljfrämjande åtgärder för att konsumenten snabbare ska köpa produkten. Exempel på detta kan vara en insändare med en kupong på kattmat där konsumenten får 20 kronor rabatt vid köp av den sorten, en viss period, i den lokala tidningen.
Ett annat exempel kan vara ett erbjudande i ett lokalt reklamblad där en mataffär erbjuder alla kunder att köpa tre majsburkar för tio kronor. Eller att en TV-reklam visar ett erbjudande om ett par nya hörlurar medföljer gratis vid köp av en ny laptop. Verktyg för att uppnå en snabbare försäljning, sales promotions, används av de flesta organisationer på något sätt.

## The rapid growth of sales promotion
Målet med sales promotion varier sig mycket och har väldigt breda gränser. För att uppnå ett snabbt köp och för att nå den kortsiktiga kunden använder säljaren sig av consumer promotions. Målen för trade promotion inkluderar att Återförsäljare antingen för in nya varor in till lager, gör förköp eller framhäver företagets produkt för att företaget ska få mer plats på lagret.
Sales promotion används i stort sett alltid tillsammans med reklam, personlig försäljning, direkt marknadsföring eller andra verktyg för att framhäva försäljningen. Consumer promotions måste nästan alltid vara annonserade. När ekonomin faller och försäljningen går dåligt är det lockande att erbjuda stora rabatter för att öka konsumtionen.
Dock är det oftast lättare att använda sig av sales promotion för att bygga upp produktens position på marknaden och bygga långvariga kundrelationer istället för att ha temporära produktbyten och kortsiktig försäljning. Använder företagen sig av sales promotion på rätt sätt, har varje ”sales promotion verktyg” potential att bygga både kort- och långvariga kundrelationer.

## Major sales promotion tools
Företagen kan använda många verktyg för att nå säljfrämjande mål, som olika konsumentverktyg, handelsverktyg och företagsfrämjande verktyg.

### Consumer promotions
Consumer promotions är ett brett utbud av metoder som ett företag använder, i syftet att locka till sig nya konsumenter samt att knyta starkare band till redan befintliga kunder.
Exempel på de vanligaste typer av consumer promotions som används är varuprover, kuponger, premier och give-aways.
Varuprover är det mest effektiva sättet att locka till sig konsumenter vid lansering av en ny produkt eller då företaget vill höja entusiasmen kring en redan befintlig produkt. Detta är det mest effektiva av consumer promotions, men det är även det alternativet som innebär störst kostnader för företaget. Vanligast är att dessa varuprover delas ut gratis eller till ett pris som ska täcka kostnaderna för proverna.
Kuponger är ett annat sätt att främja konsumenter på. Vilket är den vanligaste metoden för företag och används numera inom alla branscher. Genom att erbjuda kostnadsavdrag på varor, i form av rabattkuponger, ser konsumenten möjligheter att spara in pengar genom att köpa produkter. Kuponger har tidigare använts i stort utsträckning i USA, men inte haft lika mycket inverkan på den Europeiska marknaden. På senare år har användandet av kuponger blomstrat Europa då kuponger blivit tillgängliga via olika appar och hemsidor. Även kuponger på medlemskort blir allt vanligare i dagens samhälle istället för de klassiska papperskupongerna.
McDonalds är ett tydligt exempel på ett företag som använder premier i form av leksaker eller liknande i sina Happy meals, vilket visat sig vara väldigt populärt för att göra barnen nöjda under ett besök i deras restauranger. Företagen uppmuntrar konsumenter genom att erbjuda något extra, utöver det faktiska köpet.
Give-aways är möjligtvis det bästa alternativet om företaget vill marknadsföra verksamheten, samtidigt som en gåva ges bort till kunden. Pennor, nyckelringar eller andra användbara produkter med företagets namn eller logotyp på är typiska exempel på give-aways.

### Trade promotion
Tillverkarna riktar mer säljfrämjande utgifter till detaljister och grossister än vad de gör till slutkonsumenterna. Det Trade promotion kan göra är att övertyga återförsäljarna att ta över ett märke eller ta över en produkt, skapa lagerutrymme, framhäva produkten i reklam som i sin tur gör att konsumenterna vill köpa produkten. Lagerutrymme är sällsynt nuförtiden så det har resulterat i att tillverkarna är tvungna att erbjuda prisavdragsersättningar eller återköpsgarantier eller till och med fria varor till detaljisterna och grossisterna bara för att få in varorna på lagret.
Tillverkarna använder sig av ett flertal olika säljfrämjande verktyg. Flera verktyg som används inom consumer promotion, som tävlingar, (premiums, displays) kan också användas som verktyg inom sales promotion. Tillverkarna kan använda en rabatt på inköpspriset på varje enskilt inköp under en viss period som kallas price-off, off-invoice eller off-list. Tillverkarna kan erbjuda en ersättning för att återförsäljarna, i utbyte, framhäver deras produkt mot slutkonsumenterna.
En reklamersättning kompenserar återförsäljarna för produktens reklam.Tillverkarna kan erbjuda gratisvaror till återförsäljare som köper en viss kvantitet av varor. Tillverkarna kan även ge återförsäljarna speciella artiklar med deras namn eller logga på , som pennor, kalendrar, anteckningsblock eller liknande för att framhäva en produkt eller tillverkaren själv.

### Business promotion
Företag lägger mycket energi på företagskampanjer varje år. Detta gör företagen för att få nya kunder i flera led samt för att motivera säljare, vilket liknar sättet företag marknadsför med trade promotion. Skillnaden är att företagen, genom business promotion, ställer ut på mässor och arrangerar handelstävlingar.
Ett vanligt sätt för företag att visa upp produkter är att ställa ut på mässor, ha utställningar och att arrangera konferenser. Företagen kan då lättare komma i kontakt med gamla och nya kunder samt hålla i utbildningar om produkterna.
Handelstävlingar är också ett vanligt sätt för att öka företagets försäljning. Företaget utformar tävlingen på det sätt att resultatet säljarna gör är ett mätbart värde, som kan bindas till en viss tid. Företag gör detta för att motivera säljare och att under den perioden öka försäljningen. Det är vanligt förekommande att ett pris utdelas till vinnaren i tävlingen, priset kan exempelvis vara pengar, resor eller gåvor.

## Utveckling av säljfrämjande program
Det finns många beslut som ska tas när företagen utformar ett säljfrämjande program. Ett säljfrämjande program, är som det låter, till för att öka försäljningen och detta kan göras på många sätt. Företagen måste välja vilka säljkanaler som ska användas och på vilket sätt, det är då viktigt med en tydlig plan som matchar företagets planerade kostnader för det säljprogrammet. 
Det är vanligt att företaget har ett erbjudande som kan ges ut på många olika sätt, till exempel direkt i affären, på internet eller via annonsering. Företaget använder ofta flera sätt samtidigt. Det är viktigt att kampanjen inte är för lång, för då försvinner ”köp nu”-känslan. Men det är även viktigt att den inte är för kort, för då kan ett stort antal konsumenter missa kampanjen.
För att företaget ska utveckla marknadsföringen är det viktigt med en utvärdering av det säljfrämjande programmet. Under utvärderingen är det bra på att fokusera på aspekter som om företaget har fått nya kunder, om företaget har förbättrat relationen till de långvariga kunderna som företaget har sedan tidigare samt hur det väl det har fungerat i förhållande till utgifterna för kampanjen.
För att få ett lyckat säljfrämjande program är det tydligt att företaget måste använda sig av de olika sätten i påverkansprocessen och sätta upp sitt mål, välja bästa vägen för att uppnå målet och sedan utvärdera resultatet.